# Borgwall Skaugen
Borgwall Skaugen, född 1 december 1910, död 21 februari 1994, var en norsk regissör och manusförfattare.
Skaugen medverkade i flera filmproduktioner i skiftande roller. Han regisserade sin enda film Portrettet 1954 och skrev även manus samt var klippare och ljudtekniker. Han var därtill ljudtekniker i filmerna Vi seiler (1948), Vi vil skilles (1952), Ung frue forsvunnet (1953), Brudebuketten (1953), I Polarhavets våld (1954), Toya rymmer (1956) och Hete septemberdager (1959). I Tom og Mette på sporet (1952) och Selkvinnen (1953) var han teknisk ledare och i Oss atomforskere imellom (1961) producent och manusförfattare. Han hade också en mindre roll i Ung frue forsvunnet (1953).

## Filmografi
Manus
- 1954 – Portrettet
- 1961 – Oss atomforskere imellom

Producent
- 1961 – Oss atomforskere imellom

Regi
- 1954 – Portrettet